# Premio Eckert-Mauchly
El Premio Eckert-Mauchly es otorgado desde 1979 por la Association for Computing Machinery y la Computer Society a quienes contribuyen significativamente a los campos de sistemas digitales y arquitectura de computadores. Su nombre se debe a John Presper Eckert y John William Mauchly, que en 1947 conjuntamente diseñaron y construyeron la primera máquina computadora de gran escala, conocida como ENIAC, por sus siglas en inglés Electronic Numerical Integrator and Computer. El premio está dotado con un modesto certificado por valor de $5000.